# .gp
.gp — в Інтернеті, національний домен верхнього рівня (ccTLD) для Гваделупи.